# Guignecourt
Guignecourt – miejscowość i gmina we Francji, w regionie Hauts-de-France, w departamencie Oise.
Według danych na rok 1990 gminę zamieszkiwało 367 osób, a gęstość zaludnienia wynosiła 79 osób/km² (wśród 2293 gmin Pikardii Guignecourt plasuje się na 635. miejscu pod względem liczby ludności, natomiast pod względem powierzchni na miejscu 909.).